# Wilhelm Westecker
Wilhelm Westecker (* 5. März 1899 in Duisburg-Hamborn; † 3. Oktober 1974 in Stuttgart) war ein deutscher Kulturjournalist und Schriftsteller.

## Leben
Wilhelm Westecker wuchs im Duisburger Stadtteil Hamborn auf. Kurz vor Ende des Ersten Weltkriegs wurde er zum Militärdienst eingezogen. Im März 1918 wurde er leicht verwundet. Er studierte Germanistik und Kunstgeschichte. 1922 wurde er an der Westfälischen Wilhelms-Universität Münster mit einer Dissertation über den Lyrikstil des österreichischen Spätromantikers Nikolaus Lenau zum Dr. phil. promoviert.
In den Zwanziger Jahren schrieb Westecker vor allem für westdeutsche Blätter wie Dortmunder Zeitung, Westfälische Neueste Nachrichten, Münsterischer Anzeiger, Neue Mannheimer Zeitung, Karlsruher Tagblatt, Karlsruher Zeitung, Düsseldorfer Stadtanzeiger, Deutsche Reichszeitung (Bonn), Die Glocke (Oelde), gelegentlich auch Deutsche Allgemeine Zeitung, Berliner Börsen-Courier und Berliner Tageblatt, und ab 1927 fest für die Berliner Börsen-Zeitung (BBZ). Dort war er Theaterkritiker und Literaturredakteur. 1931 gründete er dort die Literaturbeilage Kritische Gänge, die bis 1944 erschien. Er schrieb auch für eine Reihe von Literaturzeitschriften.

Westecker entwickelte ein völkisches und deutschnational geprägtes Kulturverständnis und vorrangig konservatives kulturpolitisches Sendungsbewusstsein. Er war gegenüber neuen Formen und Themen aufgeschlossen, wandte sich aber meist gegen moderne Stilrichtungen, die er als volksfremd, formalistisch, hoch abstrakt und intellektualistisch empfand wie etwa Teile des Expressionismus. Ebenso teilte er die Skepsis oder Feindseligkeit der konservativen wie der völkischen Lager gegen moderne Großstadtliteratur, für die etwa Alfred Döblin stand. Zwar lobte Westecker dessen Roman Berlin Alexanderplatz noch 1929 in einer Rezension, aber geriet bald in eine giftige Auseinandersetzung mit ihm. Döblin galt ihm als Vertreter des „Hochmuts der Weltstadtliteraten“, die auf die Provinz verächtlich herabschauten und völlig unrepräsentativ für die deutsche Literatur seien. In diesem Kontext umriss Weltecker 1931 seine Sicht auf den weltanschaulichen Grundkonflikt in Literatur und Kunst:

„Ich meine die Auseinandersetzung zwischen den Kräften der Nation, die aus dem Volkstum aufbrechen und denen, die den abstrakten Geist der Technik und des Fortschritts anbeten, zwischen der verwurzelten deutschen Dichtung und der mit aller Welt liebäugelnden Literatur, eine Auseinandersetzung, die im Grunde ein Kampf der deutschen Seele mit den Lockungen der Fremde ist, mit der amerikanischen Nivellierung und Entseelung und der russischen Systematisierung und Mechanisierung des Lebens.“

 Diese Geisteshaltung führte ihn schrittweise ins rechtsextreme Lager. Nicht zufällig veröffentlichte er bereits um 1925 Artikel in NSDAP-Parteiblättern wie Münsterischer Anzeiger. Sein Berufsverständnis und seine persönliche Kulturphilosophie legte er dort im Aufsatz „Der Journalist“ und erweitert 1930 in einer BBZ-Festschrift im Aufsatz „Der Journalist im geistigen Leben der Nation“ dar: Der Journalist „gehört zum äußersten Vortrupp des Geistes“. Für ihn gebe es kein Wirken über das eigene Volk hinaus. Die Verantwortung gegenüber der eigenen Volksgemeinschaft sei schwerwiegend, denn wie die Familie die biologische Zelle des Volkskörpers darstelle, so sei die Zeitung ihre geistige Zelle. In den Künsten, in Theater und Literatur müsse er die Sinne offen halten für Kunst im Ausland. „Aber unser Herz darf nur (und kann auch nur) für die Kunst schlagen, die aus dem Blute unseres Volks kommt.“
Westecker schloss sich schließlich dem Nationalsozialismus an. Er rezensierte NS-Literatur in Zeitschriften wie Neue Literatur und Buchberater freundlich und wurde 1933 selbst Mitglied in der NSDAP. Im Kultursektor zählte Westecker bald zu den vielzitierten und offensichtlich vom Reichsministerium für Volksaufklärung und Propaganda (RMVP) sowie NSDAP-Kulturpolitikern geförderten Helfern und Wegweisern der NS-Ideologie. Er trug zur Literaturlenkung bei, legitimierte die staatliche Kunstauffassung und engagierte sich schließlich in einer kunstbezogenen Kriegspropaganda. Beispielsweise schrieb Westecker Grundsatzbeiträge und Musterbesprechungen für die Zeitschrift Die Buchbesprechung. Eine monatliche Umschau, die unter RMVP-Aufsicht allen deutschen Literaturredakteuren zeigen sollte, wie Rezensionen im Sinne des nationalsozialistischen Regimes ausgeführt werden sollten. Er beteiligte sich als Unterstützer der NS-Kunstpolitik an der Deutung, Umdeutung und Instrumentalisierung zeitgenössischer Kunst, etwa des Expressionismus von Franz Marc und Ernst Barlach, im Sinne eines deutsch-völkischen Verständnisses. 1936/37 erstellte er in seinem Buch Kultur im Dienst der Nation eine Art erste historisch eingebettete Bilanz der NS-Kulturpolitik, das in Auszügen auch in der NSDAP-Presse erschien.
Westecker stellte während des Weltkriegs mehrere Propaganda-unterstützende Anthologien von Kriegsgedichten und kriegsbezogenen Kunstwerken zusammen, die unter anderem Werke aus den napoleonischen Freiheitskriegen oder dem Ersten Weltkrieg nutzten. Sie erschienen etwa im Verlag Langen-Müller, für den Westecker einer der wichtigsten fördernden Journalisten und Rezensenten gewesen war, und dann im Parteiverlag, dem Zentralverlag der NSDAP Franz Eher Nachfolger.
Westecker musste sich nach Kriegsende einem Entnazifizierungsverfahren unterziehen, das jedoch keine gravierenden Folgen für ihn hatte. Er wurde in der Bundesrepublik Mitarbeiter der konservativen Zeitung Christ und Welt und der Zeitschrift Zeitwende – Kultur, Kirche, Zeitgeschehen. Neben dem herkömmlichen Pressefeuilleton wandte er sich in den Fünfziger und Sechziger Jahren der kulturellen Heimatkunde an Ruhr und Rhein zu und veröffentlichte weitere Bücher.
Aus den Kriegsruinen entstand in vielen westdeutschen Städten eine radikal andersartige Bauweise und Straßenanlage als im Vorkriegsdeutschland. Damit war die Umsetzung ästhetischer Vorstellungen in großen Dimensionen möglich, die bis zur weitgreifenden Zerstörung des Alten äußerst schwierig gewesen war. Bereits in den Zwanziger Jahren hatte sich Westecker mit diesen Themen befasst und ein „neues Raumgefühl“ im Zusammenspiel von Stadtplanung, Architektur und Kunst festgestellt. In seinem Buch Die Wiedergeburt der deutschen Städte (1962) setzte er sich mit Architektur und Stadtplanung der Nachkriegszeit auseinander. Er wandte sich gegen die Erhaltung historischer Bausubstanz. Er begrüßte es, dass völlig neu geplant und gebaut wurde, statt die alte, im Krieg vernichtete Stadtarchitektur zu restaurieren, lobte die moderne Ästhetik und das Konzept der „autogerechten Stadt“. Diese Bewertungen waren nicht im Sinne der demokratischen Modernisierer gemeint, sondern gingen vielmehr von den Neu- und Wiederaufbauplänen der NS-Zeit und Planern wie Rudolf Hillebrecht (Hannover) aus.
Zuletzt lebte Wilhelm Westecker in Stuttgart.

## Nachlass
Wilhelm Westeckers Nachlass (Manuskripte, Artikel, Briefe) wird verwahrt bei der Stadt- und Landesbibliothek Dortmund und im Deutschen Literatur-Archiv in Marbach (Neckar).

## Werke (Auswahl)
- Das poetische Bild bei Nikolaus Lenau. Eine stilpsychologische Untersuchung. [Diss., Hochschulschrift] Münster: 1922
- Sammeln. Wo stehen die geistigen Fronten? Sonderdruck. Berlin: Berliner Börsen-Zeitung 1933
- Bei den toten Kameraden. Reise an die Westfront. Sonderdruck. Berlin: Berliner Börsen-Zeitung 1933
- Kultur im Dienst der Nation. Hamburg: Hanseatische Verlags-Anstalt 1936
- Paul Ernst. Künder und Kämpfer. München: Deutscher Volksverlag 1938
- Westfalen stand wie ein Fels. Die westfälischen Regimenter im Weltkrieg 1914–1918. Dortmund: Westfalen-Verlag 1939
- Die Trommel schlug zum Streite. Deutsche Gedichte vom Weltkrieg [Anthologie]. München: Langen-Müller 1938, 2. Auflage 1941
- Volksschicksal bestimmt den Wandel der Dichtung. München: Zentralverlag der NSDAP, Franz Eher Nachf. 1942, und in der Schriftenreihe der NSDAP 3,3. Wien: Wiener Verlag 1940, 2. Auflage 1942
- Der Marsch in den Sieg. Der großdeutsche Freiheitskrieg in der Lyrik. München: Zentralverlag der NSDAP, Franz Eher Nachf. 1942
- Die Silvesternacht. Erzählung. Leipzig: Reclam 1943
- Krieg und Kunst. Das Weltkriegserlebnis in der deutschen Kunst. Wien: Wiener Verlag 1940, 2. Auflage 1944
- (Hrsg.) Heimat und Heimstätten. Ein westfälisches Heimat- und Heimstättenbuch zur Erinnerung und Mahnung. Bielefeld-Bethel: Deutscher Heimatverlag 1952
- Künstler des Ruhrlandes. Essen: Hellweg-Verlag 1954
- Alte und neue Planung für die Bundeshauptstadt. [Broschüre] Bonn: Presseamt 1962
- Die Wiedergeburt der deutschen Städte. Düsseldorf, Wien: Econ 1962